# Eoscarta zonalis
Eoscarta zonalis is een halfvleugelig insect uit de familie schuimcicaden (Cercopidae). De wetenschappelijke naam van deze soort is voor het eerst geldig gepubliceerd in 1907 door Matsumura.